# Xã Spring Garden, Quận Jefferson, Illinois
Xã Spring Garden (tiếng Anh: Spring Garden Township) là một xã thuộc quận Jefferson, tiểu bang Illinois, Hoa Kỳ. Năm 2010, dân số của xã này là 3.307 người.